# Karl von Frisch
Karl Ritter von Frisch (Viena, 20 de noviembre de 1886 - Múnich, 12 de junio de 1982) fue un etólogo austríaco, que destacó por sus estudios sobre la danza de la abeja. Recibió el Premio Nobel de Fisiología y Medicina en 1973 («por sus descubrimientos sobre la organización y la elicitación de patrones de comportamiento individual y social»), que estudió zoología en la Universidad de Múnich.
Su labor investigadora se desarrolló en el Instituto de Zoología de la Universidad de Rostock y en el de Breslau. Es considerado uno de los padres de la etología.

## Biografía
Estudió en la facultad de medicina de la Universidad de Viena. Después de los primeros exámenes, cambió a la facultad de filosofía y estudió zoología en Múnich y Viena. Recibió el Doctorado en la Universidad de Viena en 1910. En el mismo año fue auxiliar de Richard Hertwig en el Instituto Zoológico en la Universidad de Múnich. Allí obtuvo el certificado para la enseñanza de zoología y de anatomía comparada.
En 1921 fue a la Universidad de Rostock como profesor y director en la facultad de zoología; en 1923 se trasladó a Breslau y en 1925 regresó con su antiguo profesor Richard Hertwig a Múnich. Con la ayuda de la Fundación de Rockefeller supervisó el nuevo edificio del instituto zoológico que se construía. Después de la destrucción del Instituto durante la Segunda Guerra Mundial, fue a la Universidad de Graz (Austria) en 1946, pero regresó a Múnich 1950 después que abrieran de nuevo el instituto. Fue Profesor Emeritus desde 1958 y continuó con sus estudios científicos. Era hijo del profesor Anton Ritter von Frisch de la Universidad de Múnich y de su esposa Marie

## Investigaciones
En 1910 comenzó con estudios sobre peces probando que podían distinguir colores y brillo. También trabajó sobre la capacidad auditiva y la capacidad de distinguir sonidos demostrando que es superior en esta clase al de los humanos.
En 1919 comenzó a estudiar los insectos, específicamente las abejas, demostrando que siendo entrenadas, pueden diferenciar varios gustos y olores y que el sentido del olfato es similar al de los humanos, pero el sentido del gusto es diferente.
Pudo demostrar que, mediante determinados movimientos que llamamos danza de la abeja, y mediante el movimiento vibratorio del abdomen las abejas exploradoras informan al resto de la colmena de dónde se encuentra la fuente de alimento, señalando la dirección y la distancia.
En 1949 pudo demostrar, utilizando luz polarizada, que las abejas utilizan el Sol como compás para orientarse, recordando los patrones de polarización presentados por el cielo en diversas horas del día y de la localización de señales previamente encontradas. Sin duda sus aportes a la apicultura fueron enormes, dado que de ellas se desprendieron conocimientos como el rango de acción de la especie  Apis mellifera .
Se le otorgó el Premio Nobel de Fisiología o Medicina en 1973, compartido con Konrad Lorenz y Nikolaas Tinbergen

## Obra
- Der Farben- und Formensinn der Bienen. In: Zoologische Jahrbücher (Physiologie) 35, 1–188, (1914–15)

- Über den Geruchssinn der Bienen und seine blütenbiologische Bedeutung. In: Zoologische Jahrbücher (Physiologie) 37, 1–238 (1919)

- Über die ‚Sprache‘ der Bienen. Eine tierpsychologische Untersuchung. In: Zoologische Jahrbücher (Physiologie) 40, 1–186 (1923) Titelblatt auf Wikiversity

- Aus dem Leben der Bienen. Springer, Berlín (1927)
  - Aus dem Leben der Bienen. Springer, Berlín / Heidelberg / New York (9.ª ed. 1977), ISBN 3-540-08212-3

- Untersuchung über den Sitz des Gehörsinnes bei der Elritze. In: Zeitschrift für vergleichende Physiologie 17, 686–801 (1932) con R. Stetter

- Über den Geschmacksinn der Bienen. In: Zeitschrift für vergleichende Physiologie 21, 1–156 (1934)

- Du und das Leben – Eine moderne Biologie für Jedermann. (1936)

- Über einen Schreckstoff der Fischhaut und seine biologische Bedeutung. In: Zeitschrift für vergleichende Physiologie 29, 46–145 (1941)

- Die Tänze der Bienen. In: Österreichische Zoologische Zeitschrift 1, 1–48 (1946)

- Die Polarisation des Himmelslichtes als orientierender Faktor bei den Tänzen der Bienen. In: Experientia (Basel) 5, 142–148 (1949)

- Die Sonne als Kompaß im Leben der Bienen. In: Experientia (Basel) 6, 210–221 (1950)

- Das kleine Insektenbuch con 22 láminas a color de acuarela de Uwe Bangert. Insel Verlag (1961)

- Tanzsprache und Orientierung der Bienen. Springer-Verlag, Berlín / Heidelberg / New York (1965)

- Erinnerungen eines Biologen. Springer-Verlag, Berlin/Göttingen/Heidelberg 1957 (autobiografía)

- Die Tanzsprache der Bienen. Originaltonaufnahmen 1953–1962, ed. v. Klaus Sander. 2-CD-Set. supposé, Köln 2005. ISBN 978-3-932513-56-5

- Tiere als Baumeister. Ullstein, Frankfurt a.M. 1974, ISBN 3-550-07028-4

- Zwölf kleine Hausgenossen, rororo Sachbuch, Reinbek 1976, ISBN 3-499-16966-5

## Obra publicada en castellano
- La vida de las abejas (1957)
- Diez pequeños compañeros de casa. Ed. Eudeba, Buenos Aires, (1966)
- En busca del enigma de la vida. Círculo de lectores, Barcelona, (1970)
- Tú y la vida (1973)
- Doce pequeños huéspedes (1985)